# Out Is Through
«Out Is Through» es una canción de la cantante canadiense Alanis Morissette perteneciente a su sexto álbum de estudio So-Called Chaos. Fue publicada como el segundo sencillo del álbum fuera de los Estados Unidos.
La canción no se convirtió en un éxito a pesar de sur muy difundida fuera de los Estados Unidos, alcanzando el puesto 56 en el Reino Unido.

## Vídeo musical
Hay dos vídeos musicales de la canción. En uno de ellos Alanis aparece con sus compañeros de banda tocando la canción en una habitación con cuadrados de colores y puntos de fondo. En el otro vídeo se puede ver a una fan corriendo y tratando de llegar a las distintas presentaciones en vivo de Alanis, hasta que finalmente lo consigue.

## Lista de canciones
CD1
1. «Out Is Through»
2. «Spineless» (Vancouver sessions)

CD2
1. «Out Is Through»
2. «Eight Easy Steps» (Vancouver sessions)
3. «This Grudge» (Vancouver sessions)

## Posicionamiento
| Listas              | Posición |
| ------------------- | -------- |
| UK Singles Chart    | 56       |
| Suiza Singles Chart | 67       |
| Dutch Singles Chart | 76       |